# Altosquilla soelae
Altosquilla soelae is een bidsprinkhaankreeftensoort uit de familie van de Bathysquillidae. De wetenschappelijke naam van de soort is voor het eerst geldig gepubliceerd in 1985 door Bruce.